# Вернидуб, Юрий Николаевич
Юрий Николаевич Вернидуб (укр. Юрій Миколайович Вернидуб; род. 22 января 1966, Житомир) — советский и украинский футболист, защитник и полузащитник; тренер.

## Биография

### Игровая карьера
Футболом начал заниматься в родном Житомире, в командах мастеров дебютировал в 1983 году в местном «Спартаке» во второй союзной лиге.
В 1985 году призван в армию, во время службы выступал за команду Львовского военно-политического училища в соревнованиях коллективов физкультуры. В 1987 году защищал цвета никопольского «Колоса», а в 1988 году был приглашен в «Днепр», но, так и не проведя ни одной игры ни за основу, ни за дубль, покинул команду. Игрока взял клуб второй лиги «Прикарпатье», где он и провёл остаток 1988 года.
В 1989 году перешёл в клуб первой лиги «Металлург» Запорожье, с которым смог подняться в высшую лигу, где дебютировал 11 марта 1991 года в матче против московского «Спартака» (2:1). После распада Союза продолжил выступления в «Металлурге» в высшей лиге чемпионата Украины, где провёл ещё два сезона.
В 1994—1996 годах играл за другой запорожский клуб высшей лиги «Торпедо» Запорожье, хотя перед этим летом 1993 года уехал за границу, подписав контракт с немецким клубом «Кемницер», выступавшим во второй Бундеслиге. С 1997 играл за «Зенит» Санкт-Петербург, где был капитаном команды. Стал обладателем Кубка России 1998/99, в 1999 году дебютировал в еврокубках.

### Тренерская карьера
Окончил Академию имени Лесгафта (Санкт-Петербург). Работал тренером в запорожском «Металлурге». С 23 августа по 29 сентября 2007 года был исполняющим обязанности главного тренера.

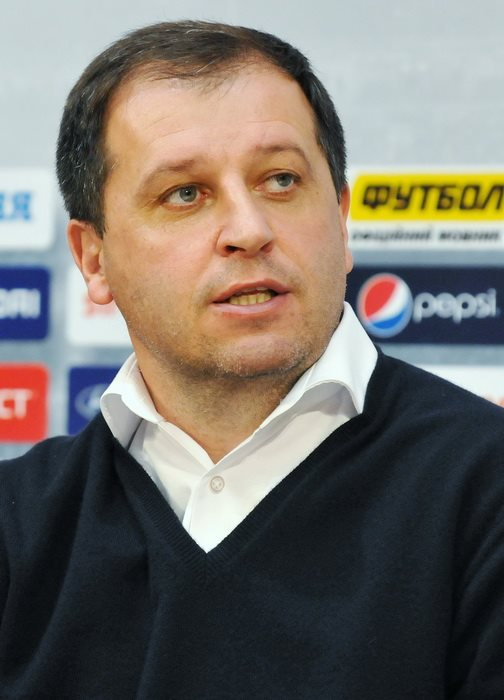
Вернидуб в качестве главного тренера «Зари», 2013 год

С ноября 2011 года исполняющий обязанности главного тренера луганской «Зари». Со 2 мая 2012 года назначен главным тренером клуба, который возглавлял до 31 мая 2019 года. За это время смог впервые в истории вывести луганский клуб в финал национального кубка страны и добыть бронзовые награды чемпионата Украины. Также команда под его руководством 5 сезонов подряд выступала в еврокубках, из них дважды была участником группового этапа Лиги Европы УЕФА. В личном плане — дважды признавался тренером года.
В ноябре 2019 возглавил белорусский клуб «Шахтёр» из Солигорска. 31 августа 2020 года покинул пост главного тренера по семейным обстоятельствам (команда находилась на первом месте в чемпионате Белоруссии).
В декабре 2020 года был приглашён в молдавский «Шериф», с которым в сезоне 2020/21 стал чемпионом страны и вышел в финал Кубка Молдавии (проигрыш в серии послематчевых пенальти). В последующем сезоне, пройдя все четыре раунда квалификации и не проиграв в них ни одного матча (в активе команды шесть побед и две ничьи), «Шериф» стал первым футбольным клубом в истории Молдавии, отобравшимся в групповой этап Лиги чемпионов УЕФА, а Юрий Вернидуб — вторым украинским тренером после Сергея Реброва, сумевшим вывести иностранный клуб в данную стадию турнира. На групповом этапе команда Вернидуба смогла набрать 7 очков в одной группе с мадридским «Реалом», «Интером» и «Шахтёром» (победа над «сливочными» и 4 очка в двух играх с «горняками») и заняла третье место. В сезоне 2021/22 повторно привёл «Шериф» к чемпионству.
В 2022 году после вторжения России на Украину вступил в ряды Вооружённых сил Украины.
В июне 2022 года стал главным тренером клуба «Кривбасс». В сезоне 2023/24 стал бронзовым призёром чемпионата Украины. 11 марта 2025 года матч 20-го тура сезона 2024/25 против «Шахтёра» стал для Вернидуба 400-м, проведенным в истории чемпионата Украины в статусе главного тренера (298) и игрока (102). 6 апреля 2025 года матч 23-го тура сезона 2024/25 против «Александрии» стал для специалиста 300-м в качестве главного тренера.

### Тренерская статистика
| Команда                     | Страна   | Начало работы   | Окончание работы | Результаты | Результаты | Результаты | Результаты | Результаты |
| Команда                     | Страна   | Начало работы   | Окончание работы | М          | В          | Н          | П          | % побед    |
| --------------------------- | -------- | --------------- | ---------------- | ---------- | ---------- | ---------- | ---------- | ---------- |
| Металлург Запорожье (и. о.) | Украина  | 23 августа 2007 | 29 сентября 2007 | 4          | 0          | 3          | 1          | 000,00     |
| Заря (и. о.)                | Украина  | 28 ноября 2011  | 3 мая 2012       | 11         | 3          | 4          | 4          | 027,27     |
| Заря                        | Украина  | 3 мая 2012      | 31 мая 2019      | 266        | 106        | 68         | 92         | 039,85     |
| Шахтер                      | Беларусь | 10 ноября 2019  | 31 августа 2020  | 31         | 17         | 7          | 7          | 054,84     |
| Шериф                       | Молдова  | 18 декабря 2020 | 8 июня 2022      | 54         | 41         | 7          | 6          | 075,93     |
| Кривбасс                    | Украина  | 21 июня 2022    | 31 мая 2025      | 96         | 42         | 19         | 35         | 043,75     |
| Всего                       | Всего    | Всего           | Всего            | 462        | 209        | 108        | 145        | 045,24     |

## Достижения

### В качестве игрока
«Металлург» (Запорожье)
- Бронзовый призёр Первой лиги СССР: 1990

«Зенит»
- Обладатель Кубка России: 1998/99
- Финалист Кубка Интертото: 2000

### В качестве тренера
«Заря»
- Финалист Кубка Украины: 2015/16
- Бронзовый призёр чемпионата Украины: 2016/17

«Шахтёр» (Солигорск)
- Финалист Суперкубка Белоруссии: 2020

«Шериф»
- Чемпион Молдавии (2): 2020/21, 2021/22
- Финалист Кубка Молдавии: 2020/21
- Финалист Суперкубка Молдавии: 2021

«Кривбасс»
- Бронзовый призёр чемпионата Украины: 2023/24

### Личные
- Тренер года на Украине[укр.] (2): 2016, 2018
- Тренер года в Молдавии: 2021[13]
- Лучший тренер месяца украинской Премьер-лиги: сентябрь 2023
- Орден Дружбы (30 декабря 2021 года, ПМР) — за большой вклад в развитие футбола, высокие спортивные достижения, волю к победе, стойкость и целеустремлённость, проявленные в самом престижном клубном турнире мира — Лиге чемпионов УЕФА, и в связи с 25-летием со дня образования закрытого акционерного общества «Спортивный клуб «Шериф»[14]

## Личная жизнь
Женат. Сын Виталий (род. 1987), футболист.